# هولغر هانسون
هولغر هانسون (بالسويدية: Holger Hansson)‏ (و. 1927 – 2014 م) هو لاعب كرة قدم، ومدرب كرة قدم، من السويد، ولد في غوتنبرغ، شارك في الألعاب الأولمبية الصيفية 1952، يلعب كمُدَافِع، توفي في غوتنبرغ، عن عمر يناهز 87 عاماً.

## روابط خارجية
- هولغر هانسون على موقع اتحاد السويد (السويدية)
- هولغر هانسون على موقع قاعدة بيانات كرة القدم.إي يو (الإنجليزية)
- هولغر هانسون على موقع ناشيونال فوتبول تيمز (الإنجليزية)
- هولغر هانسون على موقع عالم كرة القدم.نت (الإنجليزية)
- هولغر هانسون على موقع أوليمبيديا (الإنجليزية)
- هولغر هانسون على موقع اللجنة الأولمبية السويدية (السويدية)